# Gérard Serkoyan
 (septembre 2022).
Gérard Serkoyan est un chanteur d'opéra français d'origine arménienne, né le 14 juillet 1922 à Istanbul (Turquie) et mort le 8 février 2004 à La Cadière-d'Azur (Var).
Cette basse noble, à la voix large et profonde, a abordé tous les grands rôles de basse du répertoire sur la scène de l'Opéra Garnier de 1952 à 1972.

## Biographie
Son père étant cantor de l'église arménienne et compositeur, il commence très tôt son apprentissage vocal. Délaissant ses études de dentiste, il perfectionne sa technique vocale auprès du ténor Paul Razavet, ancien ténor du théâtre de la Monnaie de Bruxelles et de l'Opéra-Comique, dès 1947. À la suite d'une audition, il commence sa carrière à l'Opéra de Nice en 1949 où il reste en troupe pendant deux années, aux côtés notamment du baryton français Gabriel Bacquier. Avant d'y aborder le rôle de Colline dans La Bohème, il se voit confier divers petits rôles dont le Chiffonnier dans Louise de Gustave Charpentier. La multiplicité des seconds rôles lui permet ainsi de s'aguerrir à la scène.
C'est toujours à la suite d'une audition qu'il entre dans la troupe de l'Opéra de Lyon en 1950 et qu'il aborde pour la première fois un de ses rôles majeurs, Sarastro dans La Flûte enchantée de Mozart, mais aussi Rangoni dans Boris Godounov de Modeste Moussorgski et le Roi dans Lohengrin de Richard Wagner. Après un passage de six mois à l'Opéra de Strasbourg, il entre dans la troupe de l'Opéra de Paris (RTLN) en 1952. C'est sur les scènes du palais Garnier et de la salle Favart qu'il s'illustre dans les plus grands rôles de basse : Sparafucile (Rigoletto), Daland (Le Vaisseau fantôme), Ramfis (Aïda), Pimène (Boris Godounov), Méphistophélès (Faust), Raimondo (Lucia di Lammermoor), Hunding (La Walkyrie)...
Il repose au cimetière de la Cadière d'Azur.

## Carrière
Les productions auxquelles Gérard Serkoyan a participé de 1949 à 1996 sont les suivantes :

## Discographie
Intégrales
- Philippe Boesmans : La Passion de Gilles (Jean de Malestroit), avec Alexander Oliver, Jean-Christophe Benoît, Carole Farley, Colette Alliot-Lugaz, Peter Gottlieb. Direction musicale : Pierre Bartholomée - Ricercare 1984 - Enregistrement du Théâtre royal de la Monnaie.

Enregistrement : 1983-10-25 - 1983-10-30 - Belgique - Bruxelles - Théâtre royal de la Monnaie
- Gustave Charpentier :  Louise (le chiffonnier), avec André Laroze, Berthe Monmart, Louis Musy, Solange Michel. Direction musicale : Jean Fournet - Philips 4420822, 1956 (réédition en 1994 Philips Classics)
- Gaetano Donizetti : Lucia di Lammermoor (Raimondo), avec Mady Mesplé, Alain Vanzo, Robert Massard, Rémy Corazza, Élise Kahn. Kfestival FC 464/196 - Barclay 89.009 (réédité en 1978)
- Gioachino Rossini : Moïse et Pharaon avec Janine Capdérou, Michèle Le Bris, Joseph Rouleau, Robert Massard, Paul Finel, chœur et orchestre lyrique de l'ORTF, John Matheson (dir.) – Voce 37, 1974
- Igor Stravinsky : Œdipus rex, avec Jean Cocteau, Léopold Simoneau. Direction musicale : André Cluytens - Paris Montaigne TCE 8760 (réédité en 1988)
- Charles Gounod : La Reine de Saba, avec Suzanne Sarroca, Gilbert Py, Yvonne Dalou. Direction musicale : Michel Plasson - Live au Capitole de Toulouse, 1970 - BJR Live 123 / Gala GL 100.734
- André Laporte : Das Schloss avec Dale Druesing, Marie-Anne Häggander, Inge Gramatzki, Alexander Malta, Alexander Oliver, Emily Rawlins, François Van Eetvelt, Donald George, Rabin Leggate, Joyce Ellis. Enregistrement Live du Théâtre de la Monnaie de Bruxelles - 15 décembre 1986
- Sergueï Prokofiev : Guerre et Paix, avec Galina Vichnevskaïa, Nicolai Gedda. Direction musicale : Mstislav Rostropovitch - Erato ECD75480/484 (rééd. BMG France, 1988)
- Camille Saint-Saëns : Henri VIII, avec Philippe Rouillon, Michèle Command. Live au Théâtre impérial de Compiègne, 1993 - Le Chant du Monde LDC 2781083. DVD Cascavelle 2003

Extraits / Récitals
- Fromental Halévy :  La Juive (cardinal de Brogny) - Extraits avec Tony Poncet, Jane Rhodes, Denise Monteil, Bernard Demigny, Robert Andréozzi. Direction musicale : Marcel Couraud. Philips 837026 GY
- Jules Massenet : Thaïs (Palémon, avec Renée Doria, Robert Massard, Michel Sénéchal, Jeanine Collard, Françoise Louvay, Jacques Scellier, Pierre Gianotti. Direction musicale : Jésus Etcheverry. 1962, Vega-Decca GOSR 639- 641 (réédité en CD chez Accord - 221082)
- Jacques Offenbach : Les Contes d'Hoffmann (Lindorf, avec Albert Lance, Mady Mesplé, Suzanne Sarroca, Robert Massard, Julien Giovannetti, Solange Michel, Robert Andréozzi, René Bianco, Gabriel Bacquier, Roger Soyer, Jean Giraudeau, Francine Arrauzau. Direction musicale : Jésus Etcheverry. Mondiophonie MSA 7002, 1 LP. Disques Adès C 8002.
- Giacomo Puccini : Tosca (Angelotti), en français avec Jane Rhodes, Albert Lance, Gabriel Bacquier. Direction musicale : Manuel Rosenthal - Paris, 1958.
- Giuseppe Verdi :  Rigoletto (Sparafucile), avec Mado Robin, Georges Noré, Julien Haas, Denise Scharley, Andrée Gabriel. Orchestre Radio Lyrique de la RTF. Direction musicale : Robert Benedetti. 1952. Musidisc Europa. INA DR 10001/3 (réédité chez Malibran-740).
- Giuseppe Verdi :  Rigoletto (Sparafucile), avec Mady Mesplé,Gabriel Bacquier, Albert Lance,Francine Arrauzau. Direction musicale : Jean Claude Hartemann. 1LP Adès 16018 /C 8006; 1963
- Les Grands Airs de baryton et de basse Avec Lucien Huberty, Robert Massard, René Bianco, Gabriel Bacquier, Pierre Savignol, Adrien Legros, Henri Médus - Vega, 1973 - Extraits de Thaïs.